# Rothmaleria granatensis
Rothmaleria granatensis là một loài thực vật có hoa trong họ Cúc. Loài này được (Boiss. ex DC.) Font Quer miêu tả khoa học đầu tiên năm 1940.